# Jean Desbons
Pour les articles homonymes, voir Desbons.
Jean Desbons est un avocat, un dirigeant d'associations d'anciens combattants de la Première Guerre mondiale, un éleveur de chevaux de course et un homme politique français né le 1er juin 1891 à Lafitole (Hautes-Pyrénées) et décédé le 19 novembre 1967 à Paris 16e.

## Biographie
Jean Desbons est un petit-fils de l'avocat et député des Hautes-Pyrénées Anatole Desbons. 
Mobilisé lors de la Première Guerre mondiale, il est fait prisonnier en 1914 et s'évade en 1915. Il reçoit la croix de guerre et la médaille des évadés. 
Il reprend son métier d'avocat, à Paris, après son retour en France et devient après le conflit un animateur important du mouvement des Anciens combattants dans l'entre-deux-guerres, comme secrétaire général de l'Amicale des évadés, président de la Fédération nationale des anciens prisonniers de guerre, de 1921 à son retrait en 1932, de la Fédération interalliée des anciens combattants (FIDAC) en 1934-1935. Des adversaires mettent en doute son passé d'ancien combattant et d'ancien évadé mais il bénéficie en 1931 du soutien de son association et de la Confédération nationale des anciens combattants. 
Avec d'autres dirigeants d'associations d'anciens combattants, il participe aux discussions sur le rapprochement franco-allemand après l'arrivée au pouvoir d'Hitler en 1933, et rencontre Hitler en Allemagne le 2 novembre 1934, avec notamment Jean Goy de l'Union nationale des combattants, Otto Abetz servant d'interprète. Il poursuit ensuite ces discussions, notamment en 1936-1938 au sein d'une émanation de la FIDAC, le Comité international permanent (CIP), dont il préside le comité français. Il rencontre Hitler une nouvelle fois en 1937 avec d'autres délégués du CIP, à l'occasion du premier congrès de cette organisation,,,. Des tensions entre Français et Allemands surviennent cependant au CIP quand un Allemand accède à sa présidence en 1938, et Desbons demande en vain au CIP une protestation contre l'Anschluss la même année. Il préside à nouveau la commission de la paix et des affaires extérieures de la FIDAC pour l'année 1939.
Après un échec en 1924, il est élu député des Hautes-Pyrénées en 1928 et s'inscrit au groupe parlementaire des Députés indépendants, l'un des plus conservateurs de la Chambre des députés. Battu en 1932 au second tour par Émile Dasque, radical-socialiste, il retrouve son mandat en 1936, se présentant cette fois comme radical indépendant, c'est-à-dire comme centriste, hostile cependant au Front populaire ; il bat au premier tour un radical-socialiste, un socialiste et un communiste. Il adhère au groupe parlementaire de la Gauche démocratique et radicale indépendante.
Il épouse en décembre 1933 Jacqueline Cahen, fille d'Henri Cahen, une des figures du patronat de l'électricité, président de l'Union des syndicats de l'électricité depuis 1929, par ailleurs président du conseil d'administration du quotidien La Journée industrielle, soutenu par les milieux d'affaires. Issue d'une famille juive, son épouse s'est convertie à la religion catholique. 
Le 10 juillet 1940, il vote en faveur de la remise des pleins pouvoirs au Maréchal Pétain. Il a alors cosigné la motion de Gaston Bergery, réquisitoire contre les gouvernements républicains et texte qui prône l'établissement en France d'un ordre nouveau autoritaire, national et social et amorce la politique de collaboration,,. Il devient le directeur de cabinet du service diplomatique des prisonniers de guerre (SDPG), dirigé par l'ancien député Georges Scapini,,, autre cosignataire de la motion Bergery, autre figure du monde ancien combattant. Desbons a été son témoin de mariage. Selon le témoignage ultérieur de Scapini, c'est lui qui a « demandé sa collaboration » ; Desbons aurait accepté immédiatement et mis « son cœur et son expérience au service de ses camarades ». Il abandonne cette fonction en octobre 1943, affirmant en 1945 qu'il avait fini par constater qu'il ne pouvait pas protéger les intérêts des prisonniers de guerre avec un gouvernement acquis à la collaboration. 
Il devient aussi le président du conseil d'administration d'une entreprise aryanisée, la ganterie Tréfousse (Tréfousse et Cie), installée à Chaumont en Haute-Marne. Il acquiert 19 % du capital de cette firme dont son beau-père était l'un des administrateurs. Son épouse est apparentée aux familles juives propriétaires qui ont dû vendre leurs titres. Il a dû convaincre qu'il ne s'agissait pas d'une fausse aryanisation, en mettant en valeur son action en faveur du rapprochement franco-allemand, notamment au sein du monde ancien combattant et au Comité France-Allemagne, avant la guerre, et le fait qu'il s'est brouillé avec sa belle-famille. Il a bénéficié de l'appui de Xavier Vallat et des Allemands. Une instruction est ouverte contre lui à la Libération mais l'affaire est classée en novembre 1945 ; le fils d'un autre ancien administrateur, Georges Lévy-Alphandéry, l'a attaqué en justice mais il a bénéficié du soutien de plusieurs anciens dirigeants juifs de la société dont son beau-frère Jean Cahen, l'ancien président du conseil d'administration Charles May et l'ancien directeur Paul Mayer, qui retrouve la direction de l'usine,.
Inéligible à la Libération, il ne retrouve pas de mandat parlementaire après la Seconde Guerre mondiale. 
Propriétaire-éleveur de chevaux depuis les années 1920, membre du comité consultatif des courses en 1932, membre du conseil supérieur des haras, à partir de 1938 et sous le régime de Vichy, élu président en 1939 du groupe parlementaire de l'élevage et du sport hippiques, il s'occupe de son haras de Bastillac situé à Maubourguet près de Tarbes et préside après la Seconde Guerre mondiale le syndicat des éleveurs de chevaux pur-sang, dont il était l'un des vice-présidents avant la guerre,,.

## Sources
- « Jean Desbons », dans le Dictionnaire des parlementaires français (1889-1940), sous la direction de Jean Jolly, PUF, 1960 [détail de l’édition]
- Claire Moreau Trichet, Henri Pichot et l'Allemagne de 1930 à 1945, Bern, P. Lang, coll. « Convergences » (no 35), 2004, 407 p. (ISBN 978-3-039-10451-2, OCLC 470295798, lire en ligne)